# Distretto di Cochas (Lima)
Il distretto di Cochas è uno dei trentatré distretti della provincia di Yauyos, in Perù. Si trova nella regione di Lima e si estende su una superficie di 27,73 chilometri quadrati.
Istituito il 22 luglio 1960, ha per capitale la città di Cochas.